# Liebenerspitze
Die Liebenerspitze (auch Liebener Spitze, italienisch Cima della Chiesa) ist ein 3399 m ü. A. hoher Doppelgipfel zwischen Obergurgl und Pfelders im Gurgler Kamm in den Ötztaler Alpen. Sie ist benannt nach Leonhard von Liebener. Über den Gipfel verläuft die österreichisch-italienische Staatsgrenze, die Südtiroler Anteile sind im Naturpark Texelgruppe unter Schutz gestellt.
Die Erstbesteigung erfolgte am 26. Juli 1872 durch Victor Hecht und Johann Pinggera. Sie erreichten den Gipfel über den Westgrat und stiegen über den Ostgrat ab.
Als Stützpunkt für Bergsteiger dient die südwestlich gelegene Zwickauer Hütte. Von dort führt der einfachste Anstieg über den Westgrat in etwa 2½ Stunden.

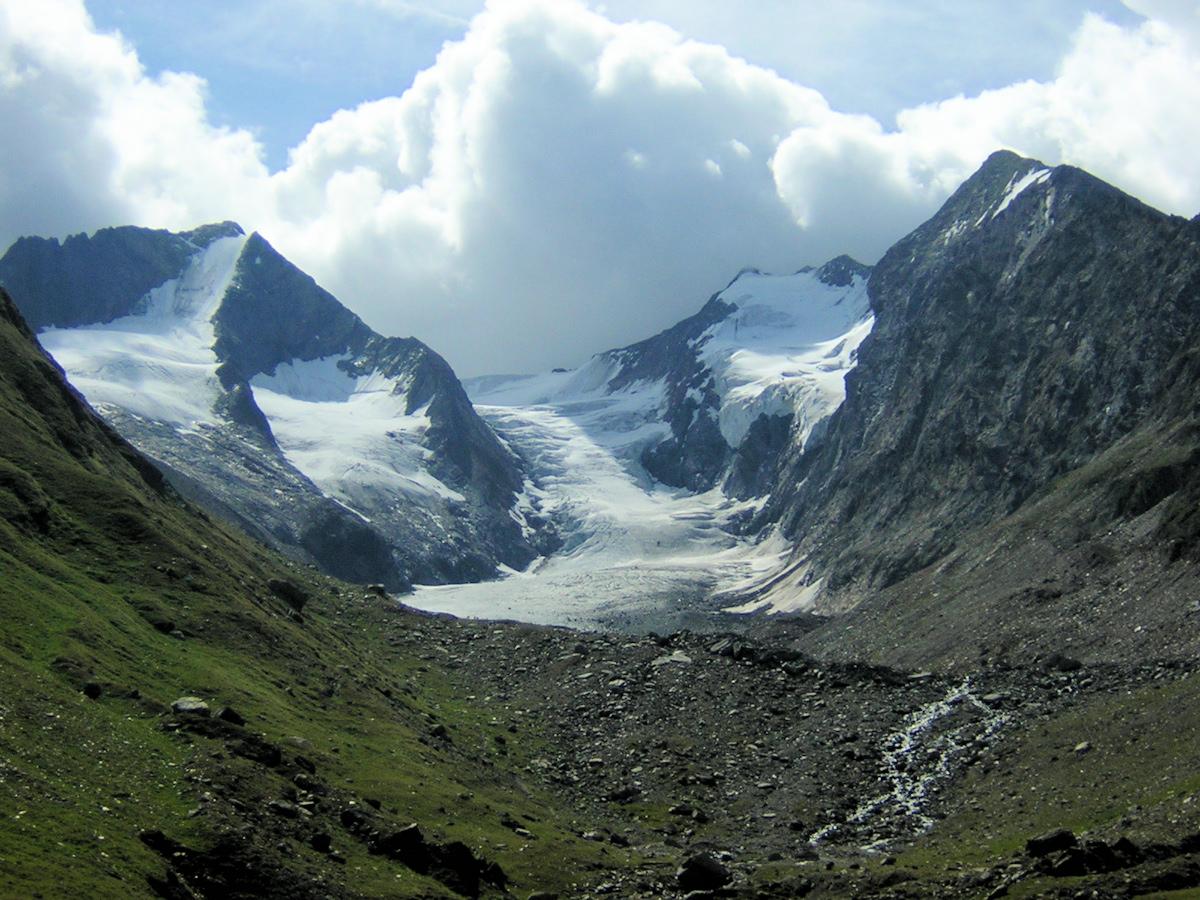
Blick auf den Gaisbergferner mit dem Hochfirst links, der Liebenerspitze rechts der Mitte im Hintergrund und dem Kirchenkogel rechts